# جامع النوري (حمص)
جامع النوري أو الجامِعُ الكَبيرُ في حِمْص؛ هو مَعْلَم مشهور ويُعَدُّ من أقدم المعالم الإسلامية في المدينة وأهمِّها، كباقي المُدُن السَُوريَّة التي فيها أقدمُ الآثار التاريخية والمَعالم الإسلامية كالجامع الأموي في دِمَشقَ وحَلَب. يقع الجامع النوري في وسَط مدينة حِمْص، بالقُرب من أسواقها القديمة

## مزايا الجامع
تميز الجامع النوري الكبير بهندسته الفريدة ونمطه الإسلامي وشكله الجميل، فهو ذو بناء ضخم تجمعه خصائص متعددة من العمارة اليونانية الرومانية والإسلامية. وكما هو الحال مع الجوامع الإسلامية فقد احتل موقعه قلب المدينة وأقيمت الأسواق القديمة حوله. ومن هذه الأسواق سوق الحسبة والقيسارية، والسوق النوري الذي يقع بجانب مدخل الجامع الجنوبي. تبلغ مساحة الجامع النوري الكبير في حمص بالإضافة إلى الأبنية المحيطة به حوالي 5,320م²، ويتسع حرمه نحو سبعة آلاف مصل ويقع في جهته الجنوبية، بشكل مستطيل أبعاده 17م×100م، بارتفاع سقف يتجاوز السبعة أمتار. أما مساحة صحن الجامع فتبلغ ضعفي مساحة حرمه.
وللجامع قسم صيفي عبارة عن مصلى خارجي يشغل نصف مساحة الصحن الخارجي. وجزئه الشمالي مسقوف ومغطى برواقات ذات عقود متصالبة، تنتهي بقناطر لحماية المصلين من أشعة الشمس، وفصل بين المصلى وصحن الجامع بإطار من الحديد المشغول المزين بأشكال هندسية. وتحتوي أقسام الجامع النوري الكبير الأخرى كالقسمين الشرقي والغربي على قاعات كبيرة جعل قسم كبير منها مكتبة غنية بالكتب والمخطوطات، وقاعة للقاءات والمحاضرات أسست عام 1990م؛ ومن المعتقد بأنه كان في مكانها المدرسة النورية التي أنشأها الملك المجاهد أسد الدين شيركوه عم السلطان صلاح الدين الأيوبي عام 627ه، و قسم آخر خصص ليكون قاعة للإفتاء وإصلاح ذات البين،
تتميز مئذنة الجامع الطويلة المبنية من صخور البازلت بشكلها المربع الضخم. كما يحتوي صحنه على بعض الآثار التي تعود إلى الحقبة البيزنطية.

## تاريخه
كَانَ المَسْجدُ فِيْ الأَصْلِ، إبَّان أيامِ الإمْبَرَاطُوريَّة الرُّومَانيّة مَوقِعًا لِمَعْبَدِ إلهِ الشَّمْسِ الوَثَني «إيل جبل». أَكْسَبَ هَذَا المَعْبَدُ إمِيسا (حِمْص حديثا) مَكَانَةً بارِزَةً حينئذ للعِبَادة الوَثَنِيَة وَأصْبَحَ أحَدُ كَهَنَتِه السُّوريّ مَاركُوس أوريليُوس أنْطُونيُوس -أوغستوس (أو المُعَظَّم)- وَلَقَبُهُ إيل جَبَل ابن النبيلة السُّوريَّة جُوليَا سـُمـَيـَّة بَاسْيَانا وَجَدَّتُهُ جُوليا ميسا، أرْمَلَةُ القُنْصِلُ جُوليُوس أفيتُوس [الإنجليزية] أخو الإمْبَرَاطُورَة جُوليا دُومْنَا، أَصْبَحَ إمْبَرَاطُورًا عَلى رُومَا. كُرِّم مَعْبَدُ «إيل جبل» مِنْ قِبَلِ أوريلْيَان الذي عَزَا انْتِصَارَهُ عَلى الامْبَراطُوريَّة التَدْمُريَّة التي كَانَتْ تَحْكُمُهَا المَلِكَةُ السُّوريَّة زنوبيا، إلى نصر آلهة الشمس له.
وَفي وَقْتٍ لاحِقٍ من أيَامِ الإمْبَراطُوريَّة (الرُّومَانيَّة الشَّرقيَّة) البيزَنْطيَّة، حُوِّلَ المَعْبَدُ إلى كَنيسَةٍ خُصِّصَتْ للقِدّيسْ يُوحَنَّا المَعْمَدَانْ في عَهْدِ آخِرِ إمْبَرَاطُورٍ للإمْبَرَاطُوريَّة الرُّومَانيَّة المُوَحَّدَة ثيودوسيوس الأول «347 - 395م» كَجُزءٍ مِنْ حَمْلَةِ الاضْطِهَادِ المَسيحيّ ضِدَّ الوَثنيَّة [الإنجليزية].
وَبَعْدَ الفَتْحِ الإسْلامِيّ لمدينة إميسا (حِمْص حديثا)، حُوِّلَ رُبْعُ أو نِصْفُ الكَنيسَةِ إلى مَسْجدٍ الجُمْعَة (خُصِّصَ لصَلاةِ الجُمُعَة). وَوِفْقًا للعَديدِ مِنَ الجُغْرافيّين المُسْلِمِينَ الذين قاموا بزِيَارَةِ المَدينَة لعِدَّة قُرونٍ مِنَ الحُكْمِ الإسْلاميّ، الذين أشَارُوا إلى وُجُودِ تَمِيمَةٍ مَصْنُوعَةٍ مِنَ الحَجَر الأبيَضِ فَوقَ بَوَّابَة المَسْجدِ المُواجِهَة للكَنيسَةِ؛ مَرْسُومٌ عَليها صُورَةٌ لرَجُلٍ رُسِمَ فيهَا القِسْمُ السفلي لبَدَنِهِ عَلى هَيئَةِ عَقْرَبٍ، وكما تقول التقاليد المحلية آنذاك، يتَوَجَّبُ على الشَّخْصِ بَعْدَ تَلَقِّيهِ لَدْغَةً مِنْ عَقْرَبٍ أن يَأْخُذ طِينًا، وَيَضْغَطَ بهِ عَلى الصُّورَة وَمِنْ ثُمَّ إذَابَة هَذا الطِّينِ فِي المَاءِ وَشُرْبهِ، حَيْثُ سَيتَوَقَّف الألمُ النَّاجِمُ عَنِ اللَّدْغَةِ وَيَتَماثَلُ الشَّخْصُ إلى الشِّفاء بسُرْعَةٍ.
وفي عَام 1154م، كَتَبَ الجُغْرَافِيّ أبو عَبْدِ الله مُحَمَد بنُ مُحَمَد الإدْريسِي أنَّ المَسْجِدَ كَانَ «وَاحِدًا مِنْ أكْبَرِ المَسَاجدِ فِي كُلٍ المُدُنِ السُّوريَّة». وَفي عَهْد السُّلطَان نُور الدّين الزنْكي، وَبينَ عَامي 1146 و 1174، بُنِيَ الجُزْءُ الأكْبَرُ مِنْ بُنيَة المَسْجدِ الحَديثِ وَنُسِبَ إليهِ اسْمُ «النُّوريّ» تَيَمُّنًا به. وَمُنذُ ذَلك الحِينِ خَضَعَ المَسْجدُ الكَبيرُ لعِدَّة تَعْديلاتٍ كَبيرةٍ وَذَلك عَلى مَرِّ القُرُون.

## البنية المعمارية
يَأْخُذُ الجَامِعُ النُّوريُّ الكَبيرُ شَكْلَ مُسْتَطيلٍ كبيرٍ يَضُمُّ فَنَاءً دَاخليًا عَلى نَفْسِ المِنْوَال. تُوجَدُ في الفناء شُرْفَةٌ بُنِيَتْ عَلَى طُولِ الجِّدَارِ الدَّاخِلي، وَلَرُبَّمَا كَانَتْ عِبَارَة عَنْ جُزءٍ مِنَ المِنَصَّة التي كَانَ يَقِفُ عَليها رُهْبَانُ المَعْبَدِ الوَثَني آنذاك. وَتَشْمُل الهَيَاكِلُ الأُخَرَى والقَائِمَةُ بحَدِّ ذَاتِهَا دَاخِل الفَنَاء على حَوْضٍ مُزَيَّنٍ نُحِتَ مِنَ البَازَلْتِ، وَيُعْتَقَدُ أنَّهُ كانَ نَاوُوسًا قَدِيمًا. كَمَا تَصْطَفُّ أعْمِدَةٌ ذَاتُ الطِّراز الكورنثي عَلى الجِّدَارِ، وَمِنَ الجَّلِيَ أنَّ بَعْضًا مِنْهَا كَانَ ذَا طِرَازٍ رُومَانيّ. يَحْتَوي مِحْرَابُ «مِنْبَرُ» المَسْجِدِ عَلى بَقَايَا مِنَ الفُسَيفِسَاءِ فِي قَوْسِهِ. أمَّا المَدْخِلُ الرَّئيسُ للمَسْجدِ فَهُو مُقَوَّسٌ وَمُزَيَّنٌ بالحِجَارَةِ البَيْضَاء وَالسَّودَاء، وَمَنْحُوتٌ عَلَيْهَا نُقُوشٌ عَرَبيَّةٌ عَلى كِلا الجَّانبَينِ.
تَبْلُغُ مِسَاحَةُ الجَّامِعِ النُّورِيّ الكَبيرِ إضَافَةً إلى الأبنَيَةِ المُحِيطَةِ بهِ حوالي 5,320 م²، وّيَتَّسِعُ حَرَمُهُ الذي يَقَعُ في جهَتِهِ الجُنُوبيَّةِ نَحْوَ 7,000 مُصَلٍ، بأبْعَادٍ تُعَادِلُ 17م×100م، وَبسَقْفٍ يَتَجَاوَزُ ارتِفَاعُه السَّبْعَة أمْتَار.